# Silvia Gottardi
Silvia Gottardi (Padova, 19 aprile 1978) è un'ex cestista e blogger italiana.
Playmaker/Guardia di 176 cm ha giocato in Serie A1 con Trogylos Priolo, Pool Comense, Treviglio e Reyer Venezia e in Gran Bretagna con le Coca Cola Rhondda Rebels. Dal 2008 al 2015 è stata il capitana del Pallacanestro Sanga Milano di A2.
Regista del documentario She Got Game (2015), è proprietaria della testata giornalistica Pink Basket.

## Biografia

### Carriera sportiva
Ha disputato un Europeo Juniores con l'Italia under 18 nel 1996.
Dopo l'esordio nel 1998-99 nella massima serie, nel 1999-2000 ha vinto lo scudetto con l'Isab Energy Priolo, disputando 28 gare con 244 punti segnati. Ha disputato la massima serie anche con la Pool Comense, Garzanti Verga Treviglio e Italsoft Venezia partecipando più volte alle Coppe Europee: Coppa Ronchetti ed Euroleague Women.Ha disputato i Campionati Europei Universitari in Slovenia nel 2001 e ha diverse presenze con la Nazionale italiana maggiore. In Gran Bretagna ha conquistato il "treble" con le Coca Cola Rhondda Rebels (campionato, playoff e Coppa d'Inghilterra) e partecipato alla Fiba Europa Cup. È stata l'unica donna a sfidare gli Harlem Globetrotters prendendo parte al tour italiano nel 2013.

### Media
Nel 2015 ha firmato il documentario She Got Game-The Movie, sulle protagoniste dello sport femminile.
Dal 2017 al 2021 ha commentato per Sky Sport gli eventi internazionali di basket femminile. In precedenza ha collaborato con Eurosport e Sportitalia. 
Nel 2020 ha diretto il documentario Cicliste per caso - Grizzly Tour, che racconta del viaggio in bicicletta dal Canada al Messico lungo il Continental Divide da parte della Gottardi e della moglie Linda Ronzoni.
Nel 2021 ha firmato, insieme a Linda Ronzoni, il libro Cicliste per caso - L'Italia in bici sulle tracce di Alfonsina Strada. (Ediciclo Editore)

## Palmarès
- Campionato italiano: 1
Trogylos Priolo: 1999-2000
- Supercoppa italiana: 1
Ginnastica Comense: 2000
- Great Britain National Cup: 1
Coca Cola Rhondda Rebels: 2005
- Great Britain National Champion: 1
Coca Cola Rhondda Rebels: 2004-05
- Coppa Italia di Serie A2: 1
CUS Chieti: 2006
- Campionato italiano di Serie B d'Eccellenza: 1
Pall. Sanga Milano: 2008-09